# Tynanthus guatemalensis
Tynanthus guatemalensis là một loài thực vật có hoa trong họ Chùm ớt. Loài này được Donn.Sm. miêu tả khoa học đầu tiên năm 1893.